# Сибирская кошка
Сиби́рская кошка — порода полудлинношёрстных кошек. Сибирская кошка имеет полудлинную густую шерсть, не пропускающую влагу, уши среднего размера, пушистый хвост. Окрас различный. По неофициальной версии, от сибирской кошки произошла невская маскарадная кошка.

## История породы
Впервые кошки, похожие на сибирских, упоминаются в публикациях XVII века о городе Канске Красноярского уезда Енисейской губернии. Тогда их называли «бухарскими». Их можно было встретить повсеместно в Русском царстве.
Нет точных данных, когда и как бухарские кошки появились в Сибири. В то время коренные жители Сибири вели преимущественно кочевой образ жизни. Но были в Сибири и крупные станы (поселения) — ставки ханов, где оседлое население держало домашний скот, кошек и собак. Русские переселенцы при колонизации Сибири привозили с собой домашних животных для борьбы с грызунами — кошек. Бухарские кошки попали в Сибирь с купцами, прибывавшими из среднеазиатских стран, с которыми в то время велась активная торговля. Вполне возможно, что у ангорских, сибирских и персидских кошек были общие азиатские предки. Русские купцы из Великого Устюга и Лальска (Вологодская губерния), занимавшиеся в XVI—XVII вв. разнообразной торговлей, вместе с товаром привозили домой и длинношёрстных сибирских кошек, которые там прижились.
Сибирская кошка как порода сформировалась на территории Приуралья а так же к востоку от Урала — в Сибири. Суровые погодные условия, обилие снега, сильные морозы и ветры способствовали появлению у сибирской кошки длинной плотной шерсти и густого подшёрстка, оберегающих животное от холода. Сибирские кошки широко распространены и на севере Европейской части России, в центральных и западных областях страны.

## Описание породы

Сибирская кошка

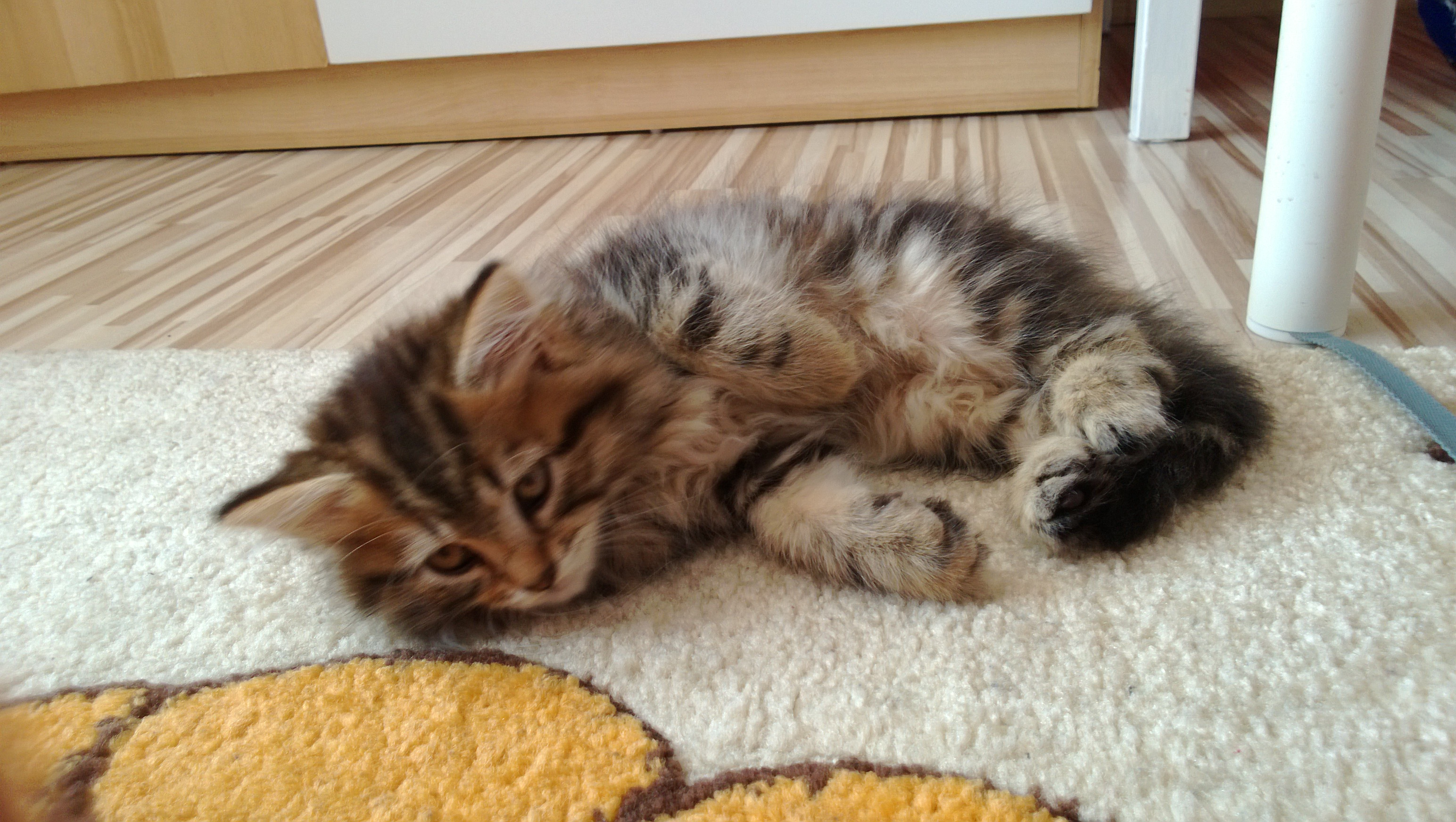
Сибирская кошка — 7 недель

### Общая характеристика
Кошки среднего или большого размера, с отличными физическими способностями, шерстяной покров очень густой. Тело оставляет общее впечатление округленности и сглаженности. Кошки несколько мельче котов. Поэтому надо внимательно подходить к определению соответствия стандарту породы кошек и молодых котов. Вес котов в основном от 6 до 9 кг, кошек от 3,5 до 7. При определении типа животного размер вторичен.

### Голова

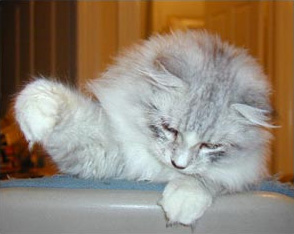
Сибирская кошка

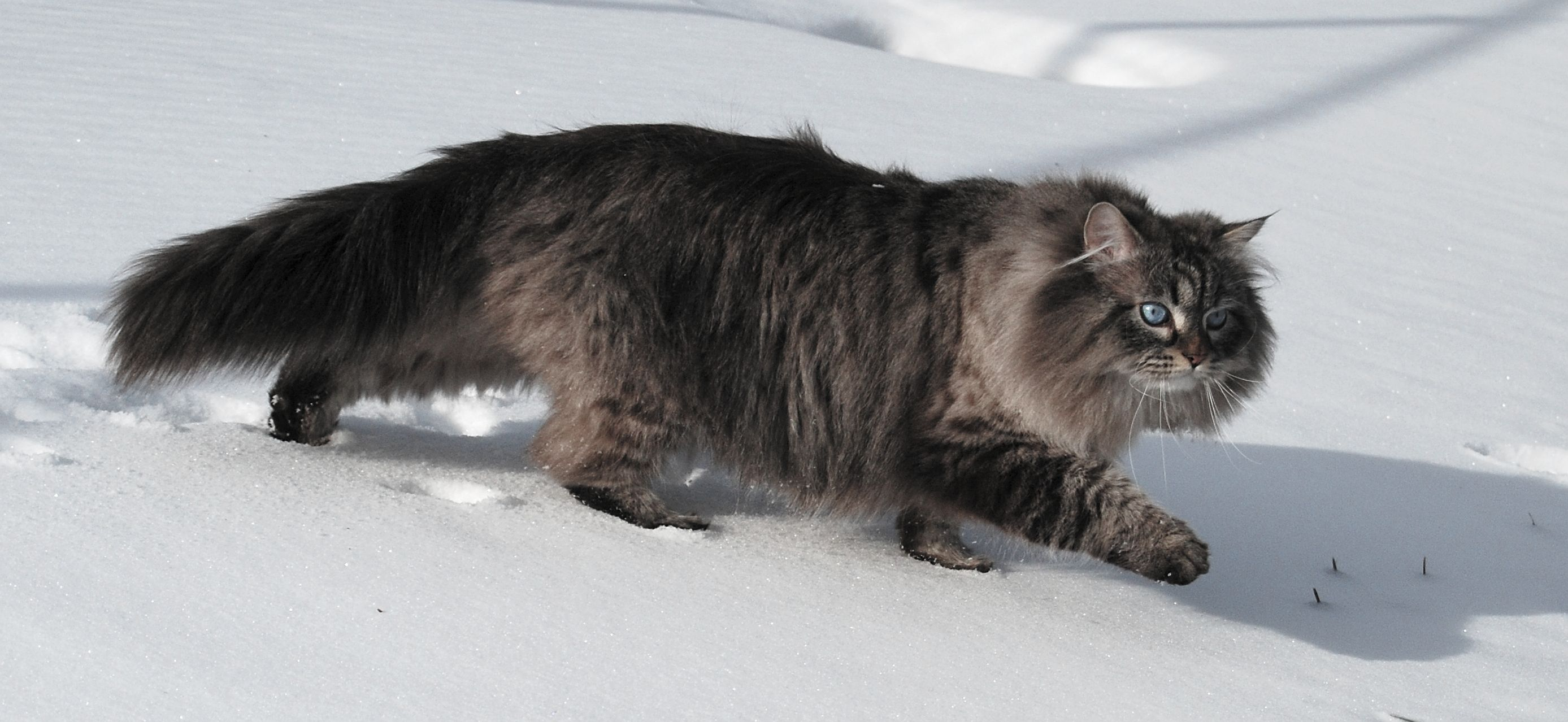
Сибирский кот

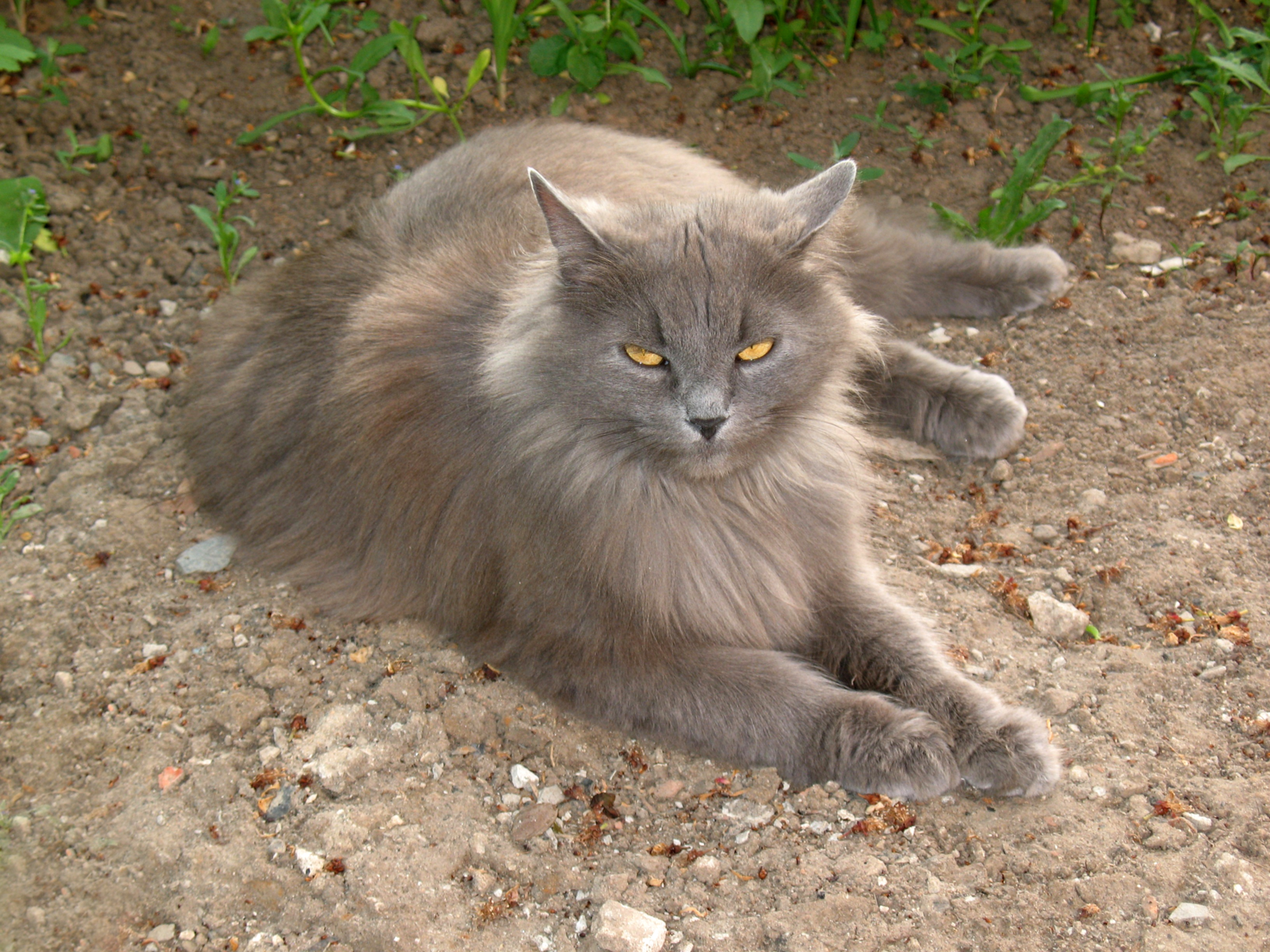
Сибирский кот пепельного окраса с фенотипом старотипного перса

Форма головы трапециевидная, с округлёнными контурами, от среднего до большого размера, хорошо гармонирующая с телом. Голова шире в верхней части черепа и слегка сужается к округлённой мордочке. Размер ушей от средних до больших, округлённые, слегка наклонённые вперёд. В идеале расстояние между ушами должно быть равно ширине ушей. Шерсть на задней части ушей короткая и тонкая. Начиная с середины ушей, опушение становится длиннее и покрывает основание ушей. На кончике ушей есть кисточки, похожие на кисточки у белки и рыси.
Глаза большие, почти круглые, внешний угол слегка наклонён к основанию уха. Расстояние между ними больше, чем ширина глаза. Цвет глаз не связан с цветом шерсти. Подбородок хорошо округлён, но не выступающий, совпадающий с носом. Мордочка короткая, наполненная, закруглённая. Слегка выгнутая, но переход между скулами и мордочкой плавный. Верх головы почти плоский, со слегка выгнутым носом, постоянного наклона. С небольшой впадиной, если смотреть в профиль.

### Тело
Тело средней длины, сильное, мускулистое, спина несколько выше плеч, с бочкообразным, твёрдым животом, создающим ощущение значительного веса, действительно приходящего с возрастом. Лапы средней длины. Задние несколько длиннее передних, с массивным костяком. Лапы большие и округлые, с обязательным опушением между подушечками. Хвост широкий в основании, слегка сужающийся к притупленному кончику. Шея округлая, крепкая, мускулистая. Костяк крепкий. Несмотря на недостаточные научные свидетельства, заводчики и владельцы утверждают, что Сибирские кошки могут быть безопасными для многих людей, страдающих аллергией. Так как кошки всех пород производят меньше Fel d1, чем коты, заводчики часто рекомендуют людям, страдающим аллергией, заводить кошек. Рекомендуется также при выборе котёнка проверить реакцию на его родителей.
Некоммерческая ассоциация заводчиков (Siberian Research Inc) была основана в 2005 для изучения аллергенности и генетических заболеваний Сибирской породы. На момент марта 2010 более 300 образцов слюны и шерсти были получены для анализа. Содержание Fel d1 в слюне варьировалось в пределах 0,08—27 мкг/мл, а в шерсти — 5—1300 мкг. Верхний порог согласуется с предыдущими исследованиями, а нижний оказался ниже ожидаемого.
Было обнаружено, что наибольший уровень Fel d1 производят Сибирские кошки с серебристым окрасом. Около половины Сибиряков имеют уровень Fel d1 ниже, чем у других пород, и около 20 % производят его очень мало.

### Шерсть: длина, цвет, рисунок

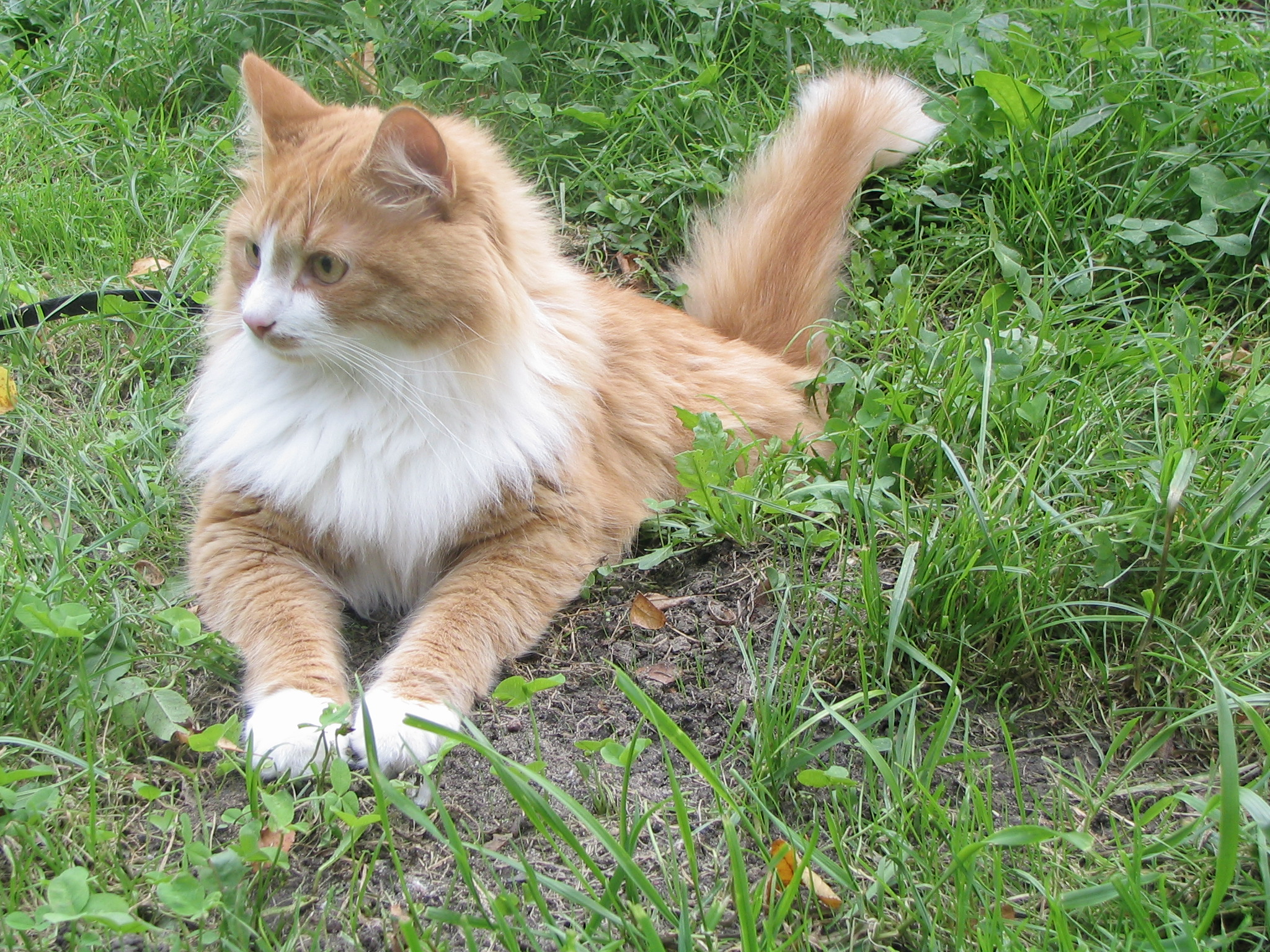

Длина: это кошки с шерстью от средней до длинной, с двойным подшёрстком. Волос на лопатках и на нижней части грудной клетки толще и короче. Обильное жёсткое обрамление головы. У взрослых животных плотно прилегающий подшёрсток, утолщающийся зимой. Допускается «летняя» шерсть. Текстура от грубой до мягкой, изменяясь в соответствии с цветом. Волос может утолщаться до кудряшек на брюхе и «штанишках», но волнистость не является определяющим признаком породы. Окрас: недопустимы шоколадный, лиловый, циннамон, фавн и их комбинации с белым, а также окрас «бурма»; допустимы все традиционные окрасы (однотонные и рисунчатые) и колорпойнты, как с белым, так и без белого. Любое количество белого допустимо. Серебристые/дымчатые окрасы допустимы. Насыщенный окрас и чёткий рисунок (для табби-окрасов) желателен, но для правильного типа вторичен.
Поскольку сибирские кошки — поздно взрослеющая порода, это необходимо учитывать при оценке шерсти и физической кондиции котят и молодых животных. Допустимы кнопки, пятна или медальоны.

### Продолжение рода
Сибирские коты входят в репродуктивный возраст раньше, чем другие породы, иногда даже в пять месяцев. Это связано с близостью породы к её естественному дикому состоянию. У диких котов трудная жизнь, поэтому они часто умирают молодыми. Это — генетическое преимущество, чтобы достигнуть репродуктивной способности рано и иметь большее потомство. В среднем потомство сибирских кошек состоит из пяти-шести котят, по сравнению со средним потомством трёх-четырёх котят у породистых кошек. Иногда сибирское потомство бывает маленькое (состоит из одного или двух котят) или очень большое (около девяти котят).
Сибирские коты — превосходные отцы. Самцы, если у них есть доступ к помёту, могут помогать кошке заботиться о котятах. Родители часто живут вместе, а некоторые матери живут только с одним котом. Даже совсем молодые коты вылизывают своих сородичей. Такая дружественность делает из сибиряков замечательных домашних питомцев. Сибирские кошки и коты из-за общинной природы чувствуют себя счастливее в паре (иногда и работают вместе как людские пары, но с некоторыми отличиями). Наличие приятеля-сородича помогает сибирякам оставаться активными, интересующимися жизнью и эмоционально здоровыми.
Некоторые сибирские кошки могут давать потомство в девять или даже десять лет. Тем не менее, смертность котят ниже, если возраст кошки от 18 месяцев, но не больше пяти-шести лет. Это связано с физическим и эмоциональным созреванием, здоровьем и жизненной силой кошки, а также с законом природы — получения более здорового потомства от молодых матерей.
Коты же готовы к воспроизведению с пяти месяцев и могут продолжать плодить котят до десяти лет и более. В регионах, где порода является редкой или дорогой, продолжительная карьера племенного кота может создать риск проявления синдрома чрезмерного генетического влияния на породу одного единственного кота.